# Ernesto Antuña García
Ernesto Antuña García (Madrid, 29 de març de 1904 - París, 29 de novembre de 1965) va ser un polític i sindicalista espanyol.

## Biografia
Nascut a Madrid en 1904, va ser treballador de la companyia d'assegurances La Unión y el Fénix. Membre del Partit Socialista Obrer Espanyol (PSOE), també va estar afiliat a la Unió General de Treballadors (UGT). Després de l'esclat de la Guerra civil es va unir a les forces republicanes, arribant a formar part de comissari polític de l'Exèrcit Popular de la República. Durant la contesa va exercir com a comissari de la 66a Brigada Mixta i, posteriorment, de la 16a Divisió.
Després del final de la contesa es va exiliar a França, on va formar part dels agrupacions de treballadors forçosos que es van formar amb els republicans espanyols exiliats. Arribaria a col·laborar amb les Forces aliades en 1944, en el context de la Segona Guerra Mundial. A la fi de 1951 es va instal·lar en París, on s'incorporaria a les seccions de la UGT i el PSOE; entre 1955 i 1961 va formar part de la comissió revisora de comptes del PSOE en l'exili. Va morir a París en 1965.